# ألفرد لينوار
ألفرد لينوار (بالفرنسية: Alfred Lenoir) (و. 1850 – 1920 م) هو نحات فرنسي، ولد في باريس، توفي في باريس، عن عمر يناهز 70 عاماً.

## جوائز
حصل على جوائز منها:

نيشان جوقة الشرف من رتبة ضابط (1900)